# Artiphon
Artiphon (även Artiphon Records) var ett tyskt skivbolag, grundat av Hermann Eisner 1919. Bolaget upplöstes 1932 och dess skivor gavs ut av det tjeckiska Rektophon 1933–1935.
En specialutgåva av bolagets skivor gick under namnet Artiphon Electro Special innan företaget gick i konkurs 1932. Bland de artister som gjort inspelningar för bolaget märks Claire Waldoff, Veli Veijo och Nikolai Veren.